# Об'єднана військова база Ленглі-Юстіс
Об'єднана військова база Ленглі-Юстіс (англ. Joint Base Langley–Eustis; (IATA: LFI/FAF, ICAO: KLFI/KFAF, FAA ідент. місц.: LID, TC ідент. місц.: LFI/FAF)) — об'єднана міжвидова військова база Збройних сил США, що розташована поруч із Гемптоном і Ньюпорт-Ньюс, штат Вірджинія. База є об'єднанням авіабази Ленглі ПС США та Форт Юстіс армії США, які були об'єднані 1 жовтня 2010 року. Базу було створено відповідно до законодавства Конгресу щодо виконання рекомендацій Комісії з перегрупування та закриття баз 2005 року. Закон визначав злиття два об'єкти, розташованих неподалік один від одного, але окремі військові об'єкти, в єдину об'єднану базу, одну з 12, утворених у Сполучених Штатах в результаті реалізації цього закону.
На відміну від інших спільних баз, які мають спільні периметри, два компоненти географічно розділені 17 милями. У січні 2010 року ПС відновили роботу крила 633-ї авіабази, щоб взяти на себе функції розміщення та підтримки установки в кожній локації. У жовтні 2010 року інсталяція набула повної оперативної спроможності.
База Повітряних сил США Ленглі заснована 30 грудня 1916 року й отримала свою назву на честь С. П. Ленглі, американського астронома та піонера авіації. База є однією з найстаріших у системі Повітряних сил і призначена для виконання завдань щодо швидкого розгортання військової авіації та підтримки панування в повітрі американської авіації. На території авіабази Ленглі знаходиться штаб бойового командування ПС.

## Галерея

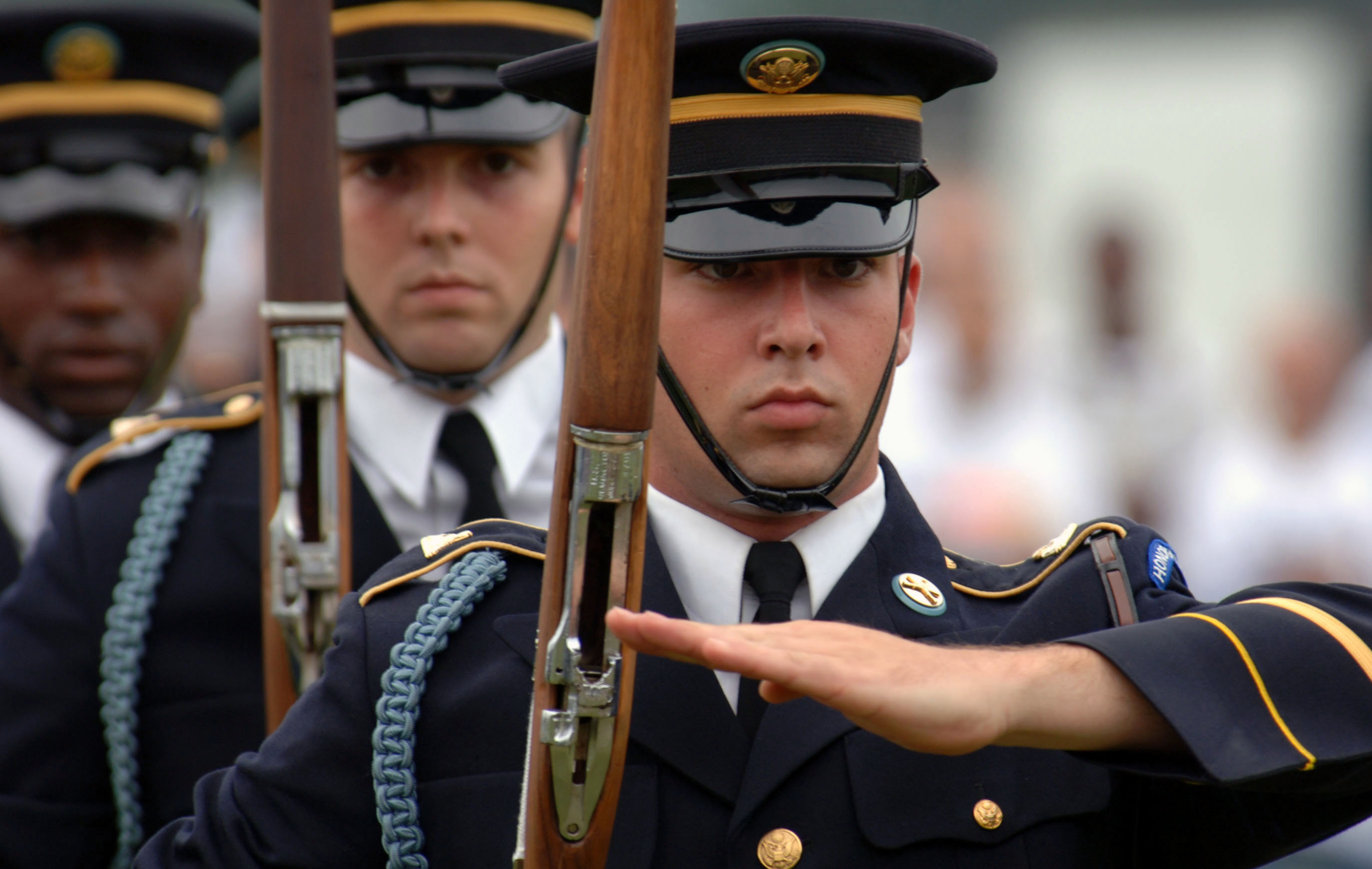
Почесна варта. 2011
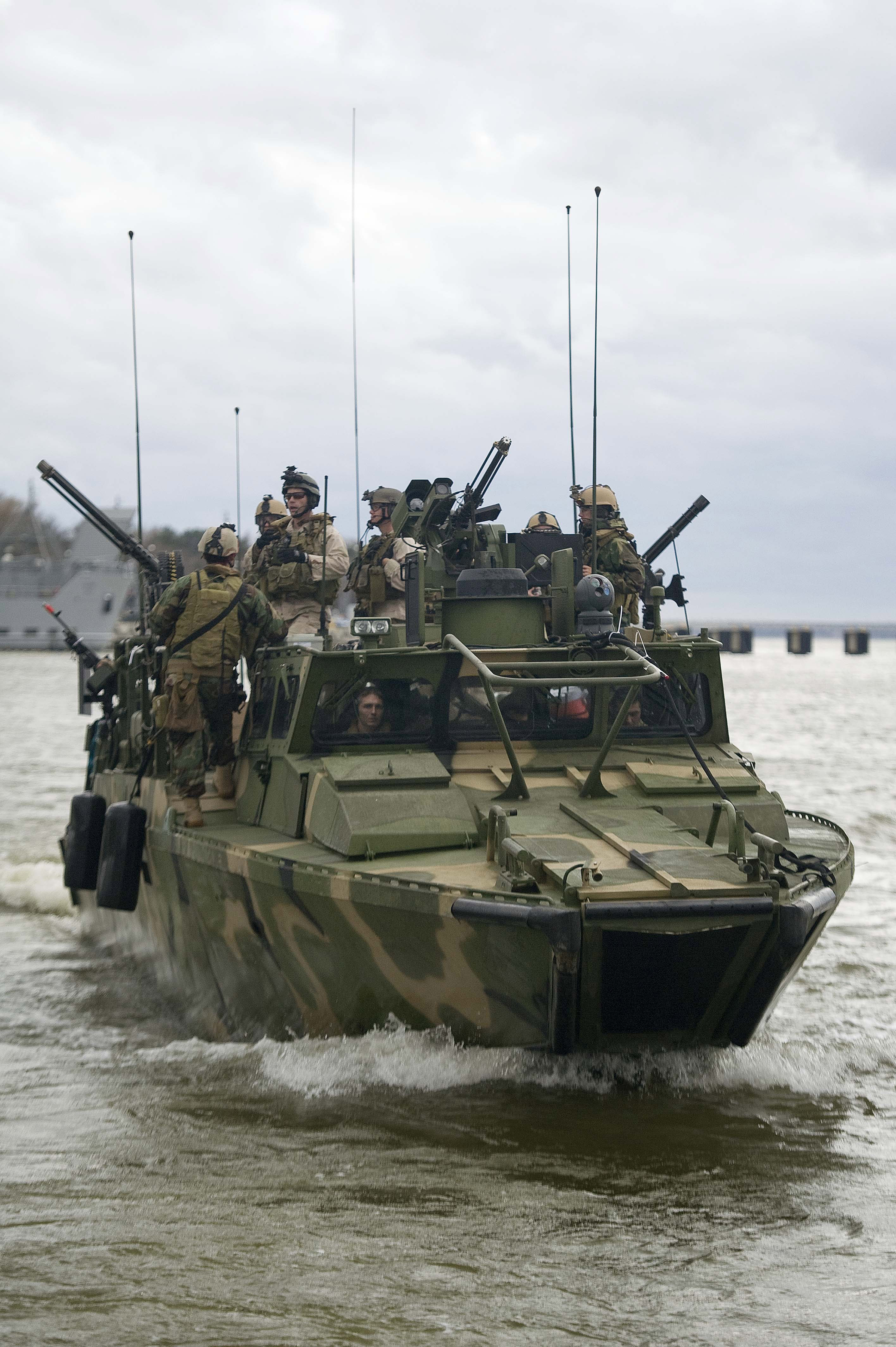
Американські морські піхотинці з 1-ю річковою ескадрою проводять операції патрулювання та перехоплення на борту річкового командного катера 804 біля узбережжя Ньюпорт-Ньюс. 7 грудня 2011
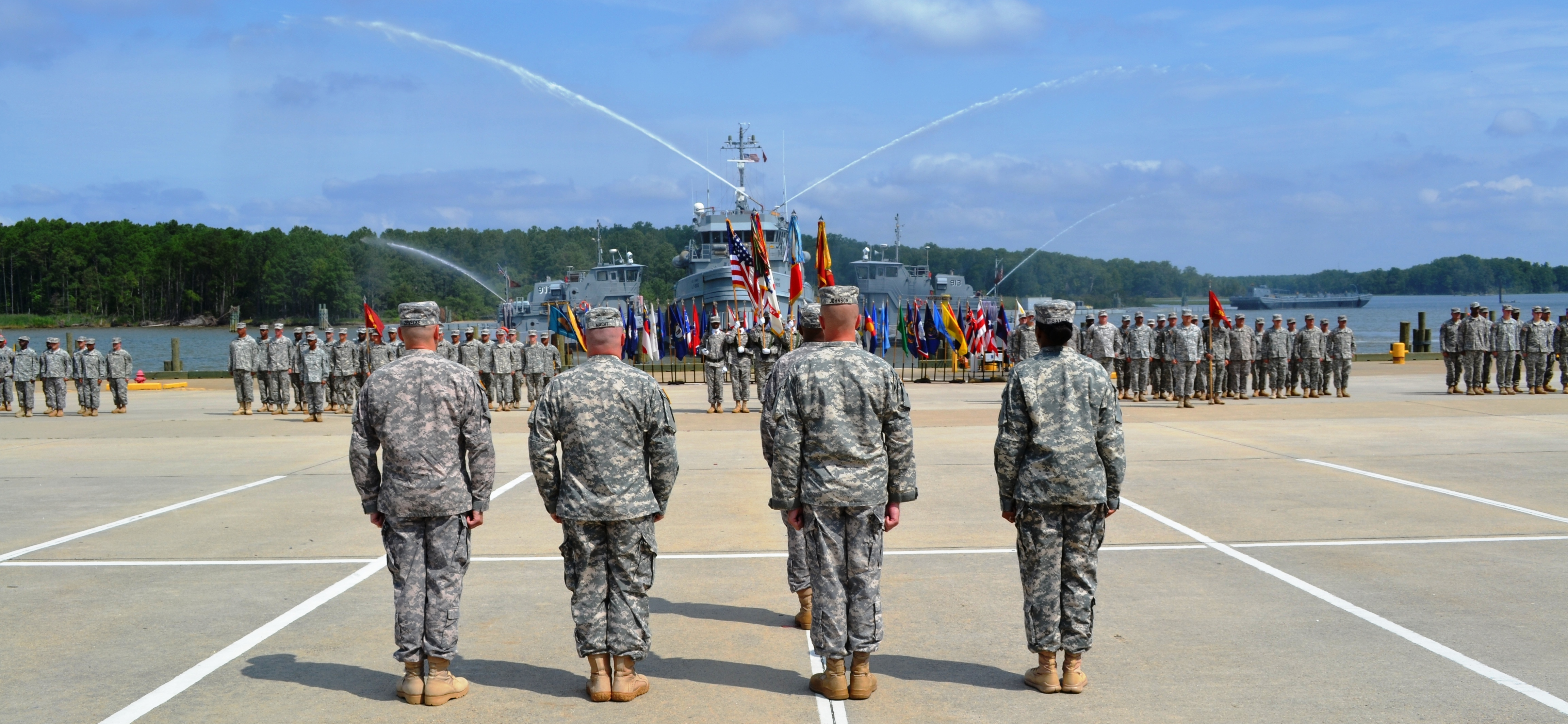
Церемонія зміни командування головного сержанта бази. Форт Юстіс. 20 липня 2012
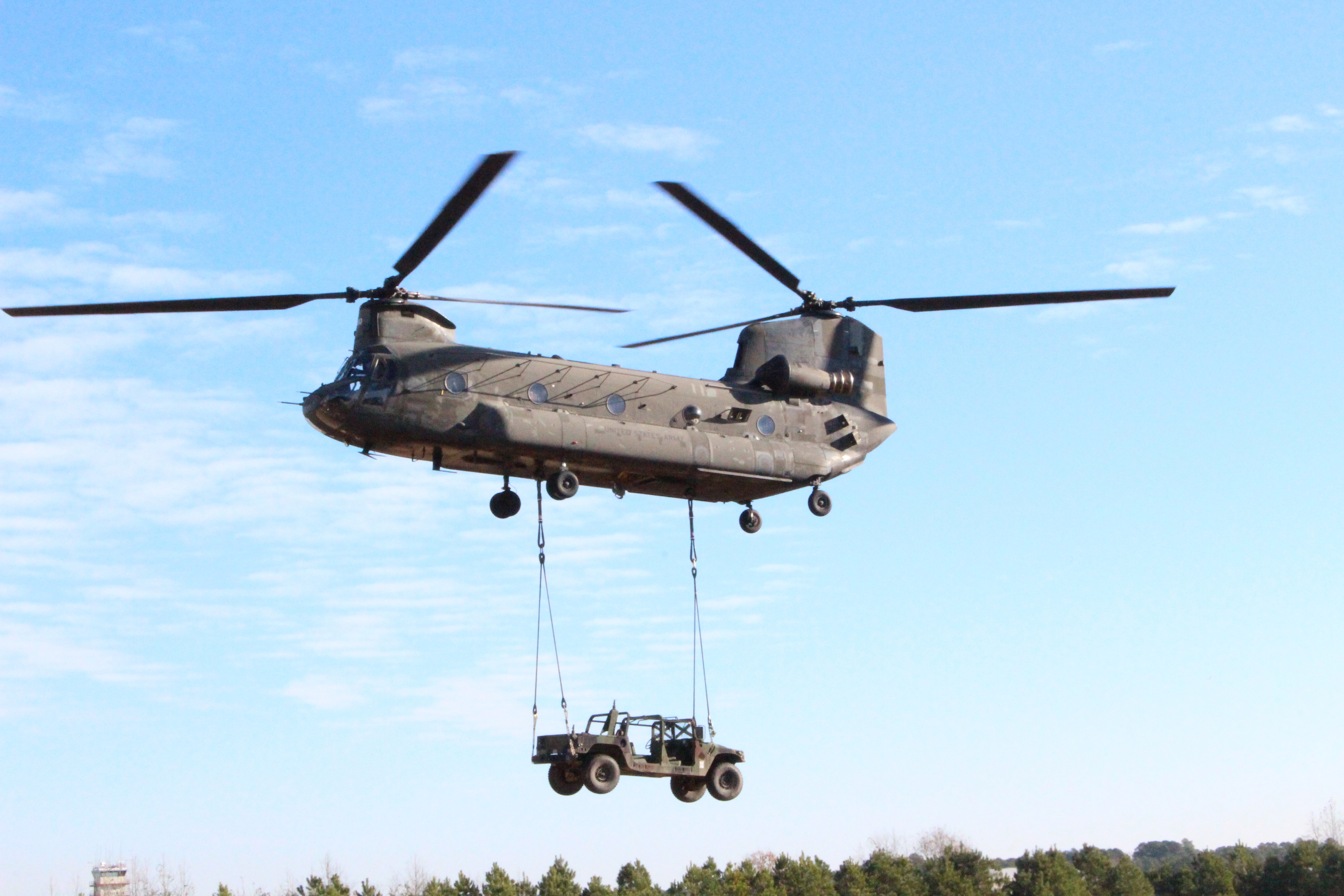
Тренування армійської авіації на території Форт Юстіс. 16 грудня 2013
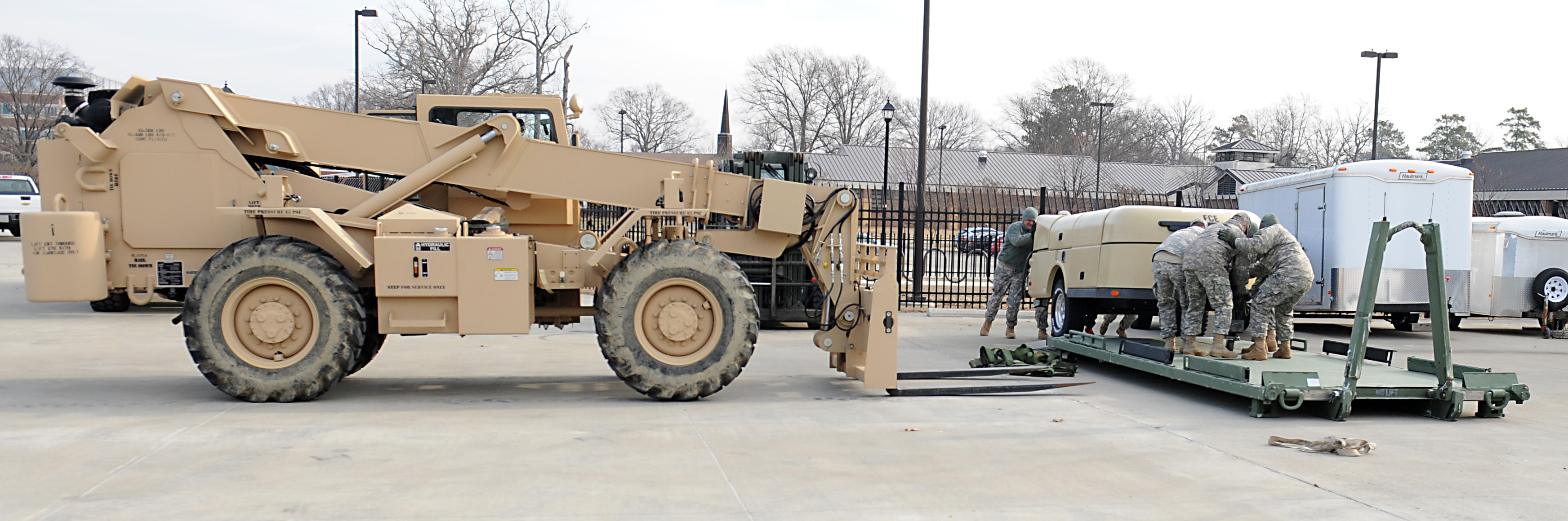
Об’єднана оперативна група цивільної підтримки проводить навчання з підготовки до розгортання. 11 лютого 2014
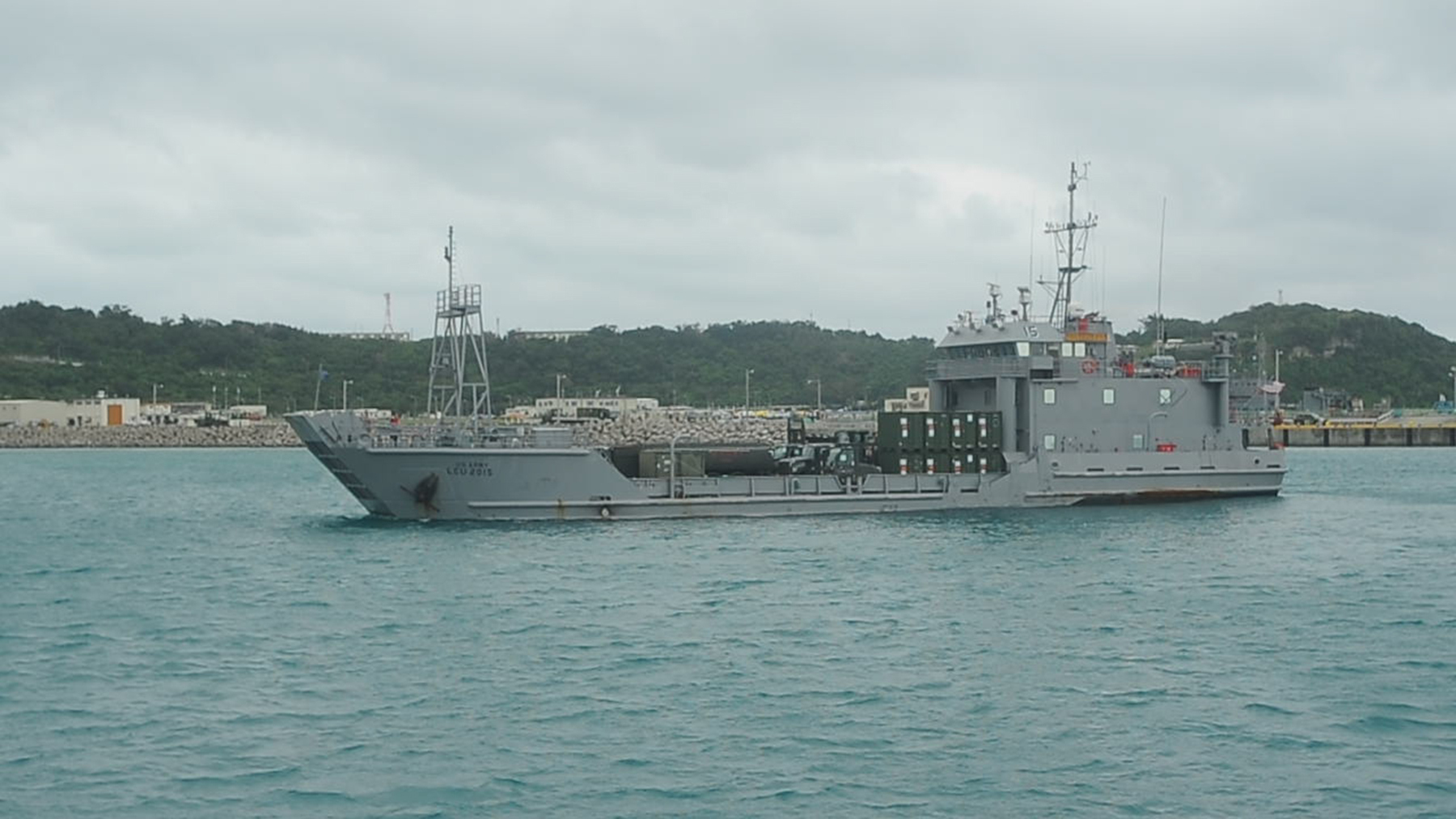
Армійські гідроцикли перевіряють після тривалого перебування в Тихому океані. 19 травня 2014
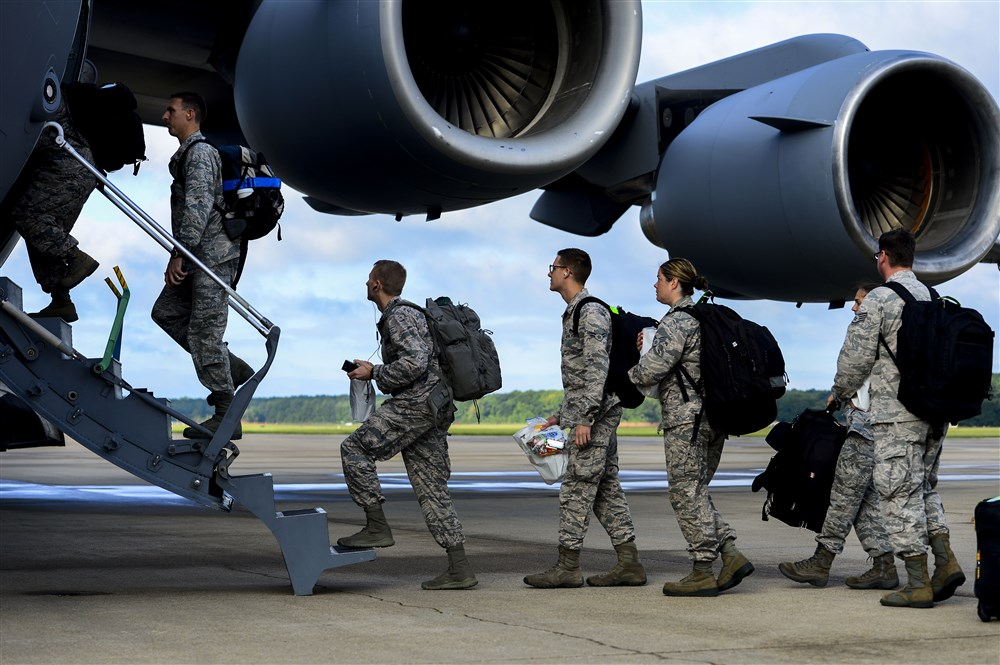
Завантаження медичного персоналу на борт військово-транспортного літака. 26 вересня 2014
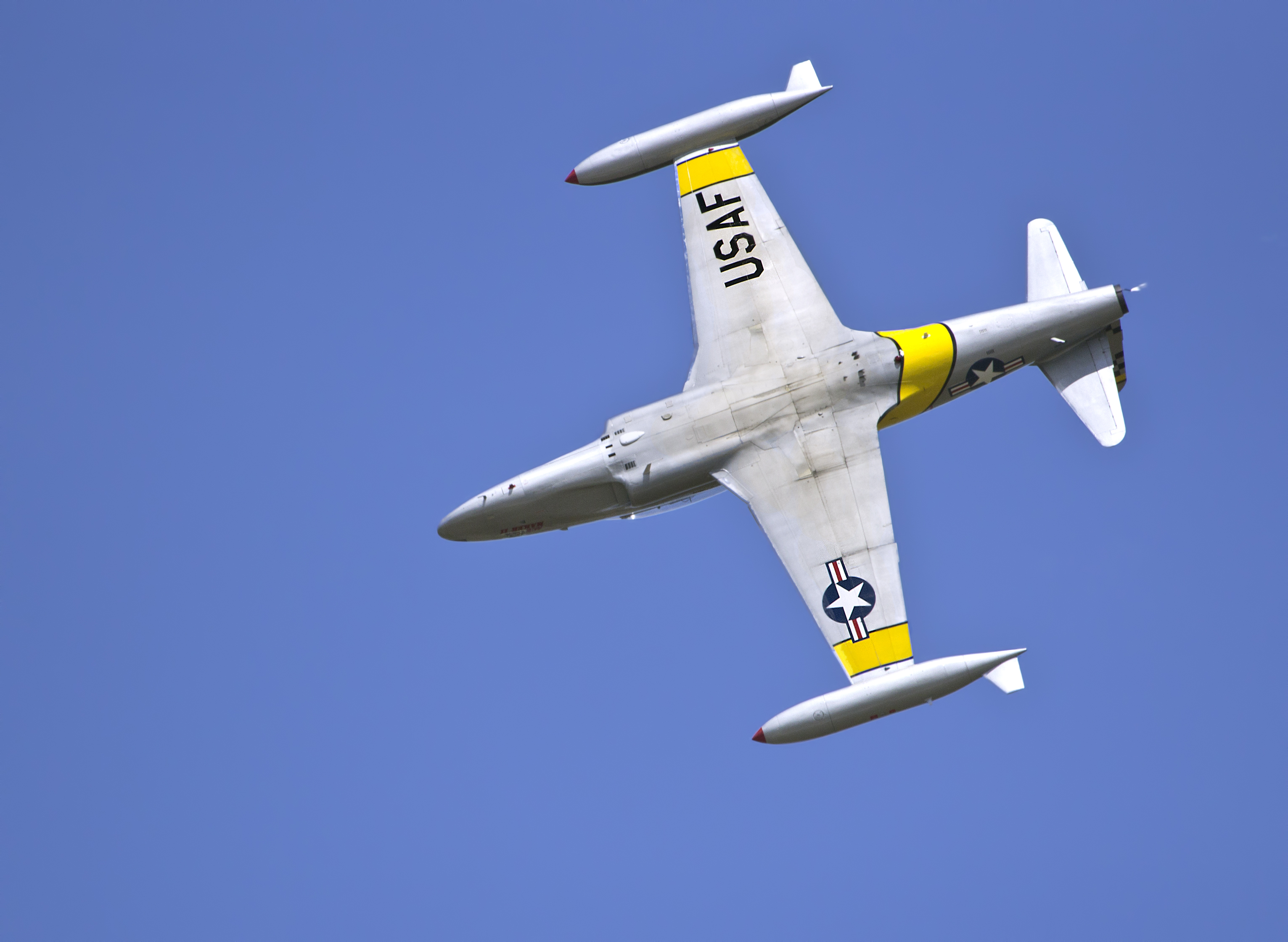
T-33 Shooting Star на авіашоу у Вірджинії. 23 квітня 2016
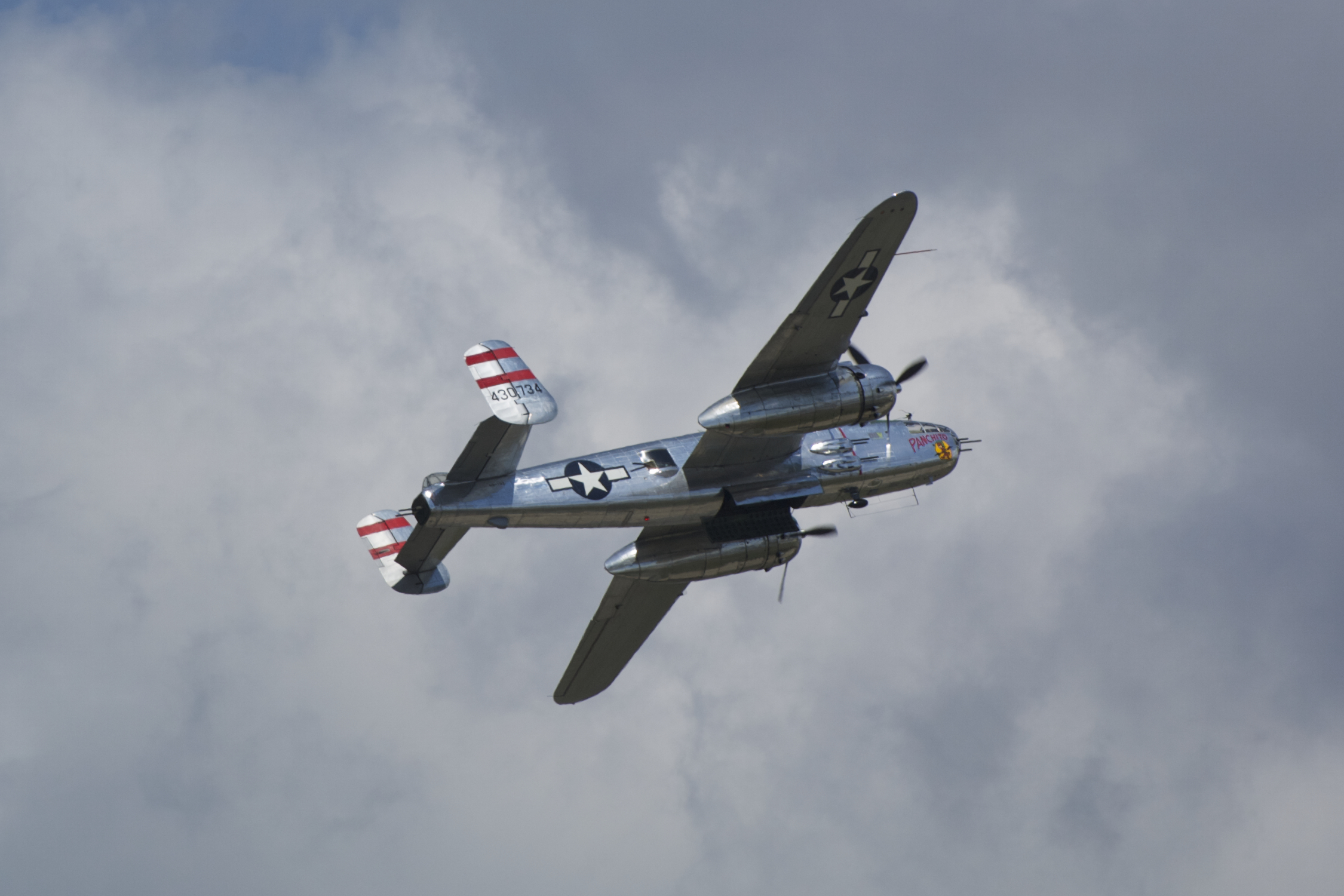
B-25 Mitchell на авіашоу у Вірджинії. 23 квітня 2016
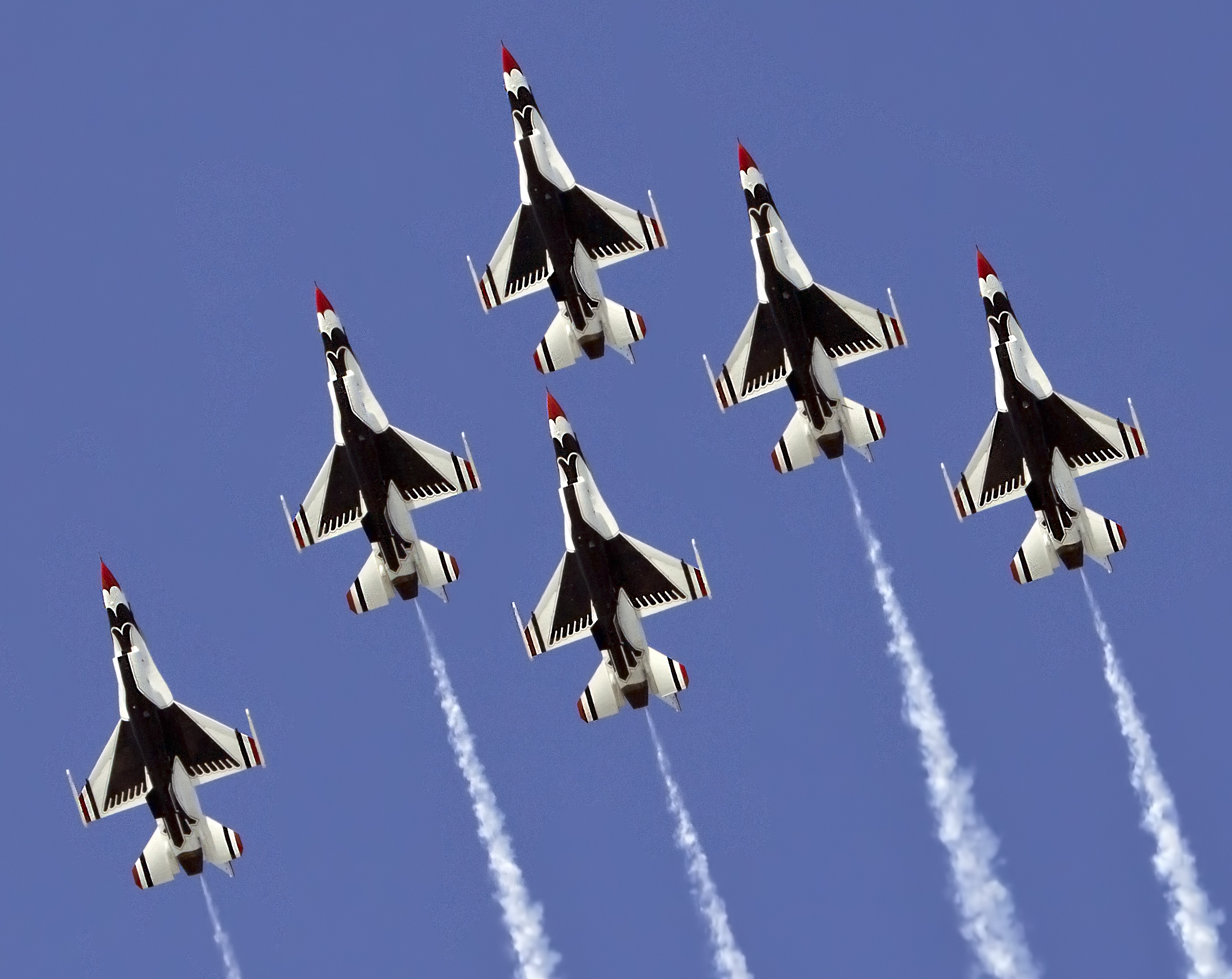
Демонстраційна авіагрупа на F-16C/D Fighting Falcon над Гемптон Роудс у Ленглі на авіашоу у Вірджинії. 24 квітня 2016
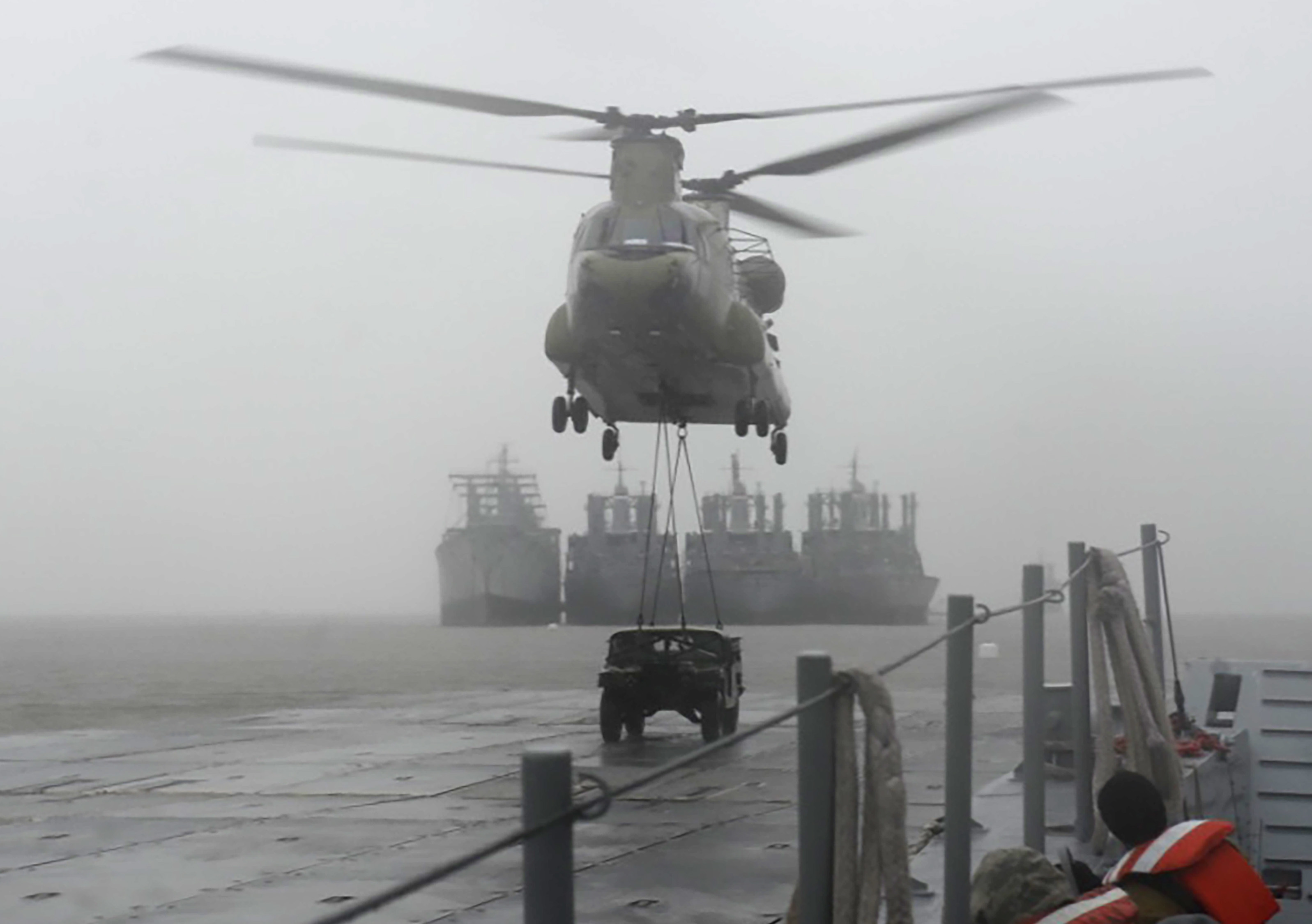
Тренування військово-транспортного вертольоту в суворих погодних умовах. 17 лютого 2017
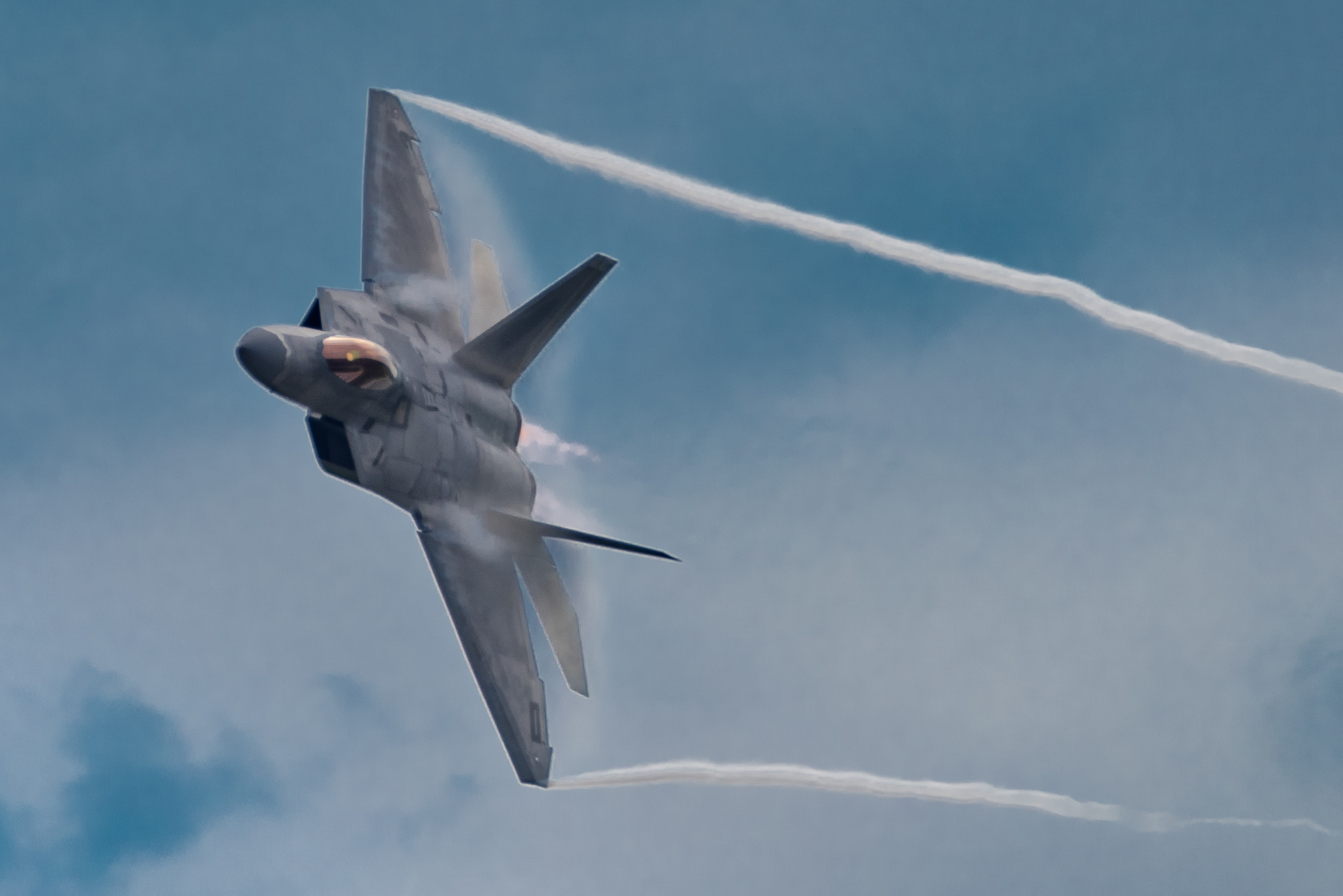
Командир демонстраційної групи F-22 виконує проходження посвячення під час авіашоу «Спирит оф Сент-Луїс». 14 вересня 2019